# Benjamin (israelisk stamfader)
Benjamin var enligt Bibeln Jakobs son med Rakel och Josefs yngste och enda helbror. Benjamins bröder for till Egypten för att skaffa föda när Josef fick makten där. Benjamin, som var yngst och Jakobs favoritson, fick stanna hemma hos sin far, men Josef lyckades förmå bröderna att hämta även honom.
Han ses som grundaren av en av Israels stammar.